# Xã Tittabawassee, Michigan
Xã Tittabawassee (tiếng Anh: Tittabawassee Township) là một xã thuộc quận Saginaw, tiểu bang Michigan, Hoa Kỳ. Năm 2010, dân số của xã này là 9.726 người.. Thị trấn được đặt tên theo sông Tittabawassee.

## Nhân khẩu học
Theo điều tra dân số năm 2000, có 7,706 người, 2.383 hộ gia đình và 1.849 gia đình cư trú trong Tittabawassee. Các mật độ dân số là 219,0 mỗi dặm vuông (84,5 / km²). Có 2.5508 đơn vị nhà ở với mật độ trung bình 71,3 mỗi dặm vuông (27,5 / km²). Thành phần chủng tộc của là 87,32% da trắng , 8,89% người Mỹ gốc Phi , 0,53% người Mỹ bản địa, 0,48% người châu Á, 0,04% người đảo Thái Bình Dương, 0,78% từ các chủng tộc khác và 1,96% từ hai chủng tộc trở lên. Người gốc Tây Ban Nha hoặc La tinh thuộc bất kỳ chủng tộc nào chiếm 3,01% dân số.
Có 2.383 hộ trong đó 39,2% có con dưới 18 tuổi sống chung với họ, 66,2% là vợ chồng sống chung, 8,6% có chủ hộ là nữ không có chồng và 22,4% không có gia đình. 18,3% của tất cả các hộ gia đình được tạo thành từ các cá nhân và 5,7% có người sống một mình từ 65 tuổi trở lên. Quy mô hộ trung bình là 2,69 và quy mô gia đình trung bình là 3,08.
Ở Tittabawassee, dân số được trải ra với 23,9% ở độ tuổi 18, 7,5% từ 18 đến 24, 39,2% từ 25 đến 44, 22,0% từ 45 đến 64 và 7,4% từ 65 tuổi trở lên. Độ tuổi trung bình là 35 tuổi. Cứ 100 nữ thì có 137,8 nam. Cứ 100 nữ từ 18 tuổi trở lên, có 148,2 nam.
Thu nhập trung bình cho một hộ gia đình trong Tittabawassee là 54.980 đô la và thu nhập trung bình cho một gia đình là 66.455 đô la. Nam giới có thu nhập trung bình là $ 50,137 so với $ 30,994 đối với nữ. Thu nhập bình quân đầu người ở Tittabawassee là $ 20.554. Khoảng 4,3% gia đình và 4,7% dân số sống dưới mức nghèo khổ , bao gồm 4,0% những người dưới 18 tuổi và 6,8% những người từ 65 tuổi trở lên.

## Địa lí
Theo Cục điều tra dân số Hoa Kỳ, Tittabawassee có tổng diện tích là 35,5 dặm vuông (92 km 2 ), trong đó 35,2 dặm vuông (91 km 2 ) là đất và 0,3 dặm vuông (0,78 km 2 ) (0,87%) là Nước.